# لیل هودی

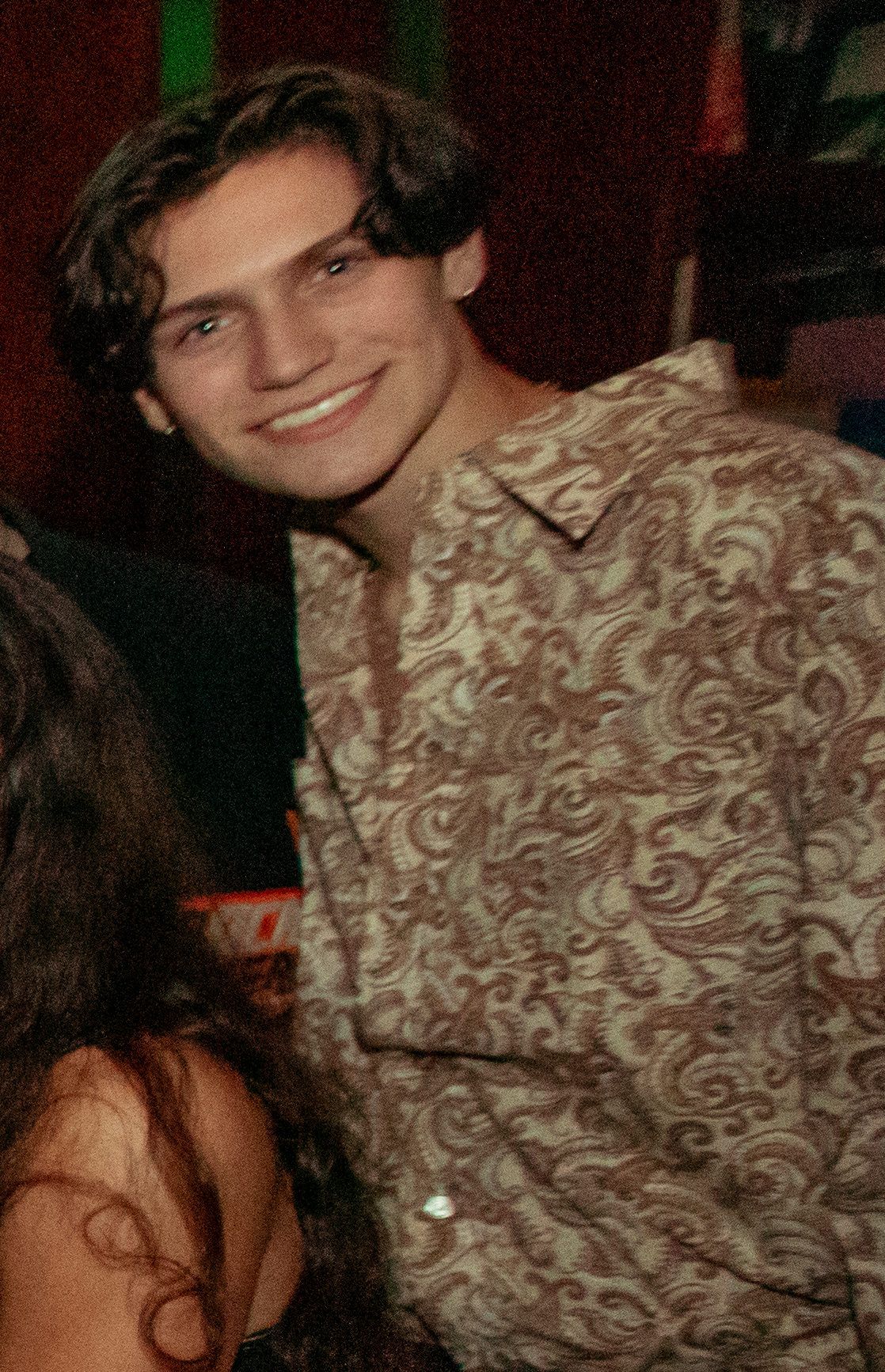
عکس لیل هودی درمهمانی

چیس هادسون ملقب به لیل هودی (انگلیسی: Lil Huddy؛ زادهٔ ۱۵ مهٔ ۲۰۰۲) بازیگر، خواننده و از ستارگان اینترنت اهل ایالات متحده آمریکا است.
طبق مجله بیلبورد او به عنوان یکی از ده فرد تأثیرگذار در عرصه موسیقی در تیک‌تاک شناخته می‌شود.
 مجله پی‌پر از او به عنوان یک از چهره‌های مهم پاپ پانک در دهه ۲۰۲۰ یاد کرده‌است.

او از یک خانواده فقیر متولد شده است.
و در حال حاضر یکی از ثروتمند ترین تیک تاکر های جهان است.